# Sretnice
Sretnice su naseljeno mjesto u gradu Mostaru, Federacija Bosne i Hercegovine, BiH.

## Stanovništvo
| Sretnice           |              |
| godina popisa      | 1991.        |
| Hrvati             | 312 (99,36%) |
| Muslimani          | 0            |
| Srbi               | 0            |
| Jugoslaveni        | 0            |
| ostali i nepoznato | 2 (0,64%)    |
| ukupno             | 314          |

| Sretnice           |               |
| godina popisa      | 2013.         |
| Hrvati             | 300 (100,00%) |
| Bošnjaci           | 0             |
| Srbi               | 0             |
| ostali i nepoznato | 0             |
| ukupno             | 300           |

## Povijest
Najveća svatovska tragedija u Hercegovini dogodila se 9. veljače 1938, u požaru je izgorjelo 29 osoba.